# Christiaan Tonnis

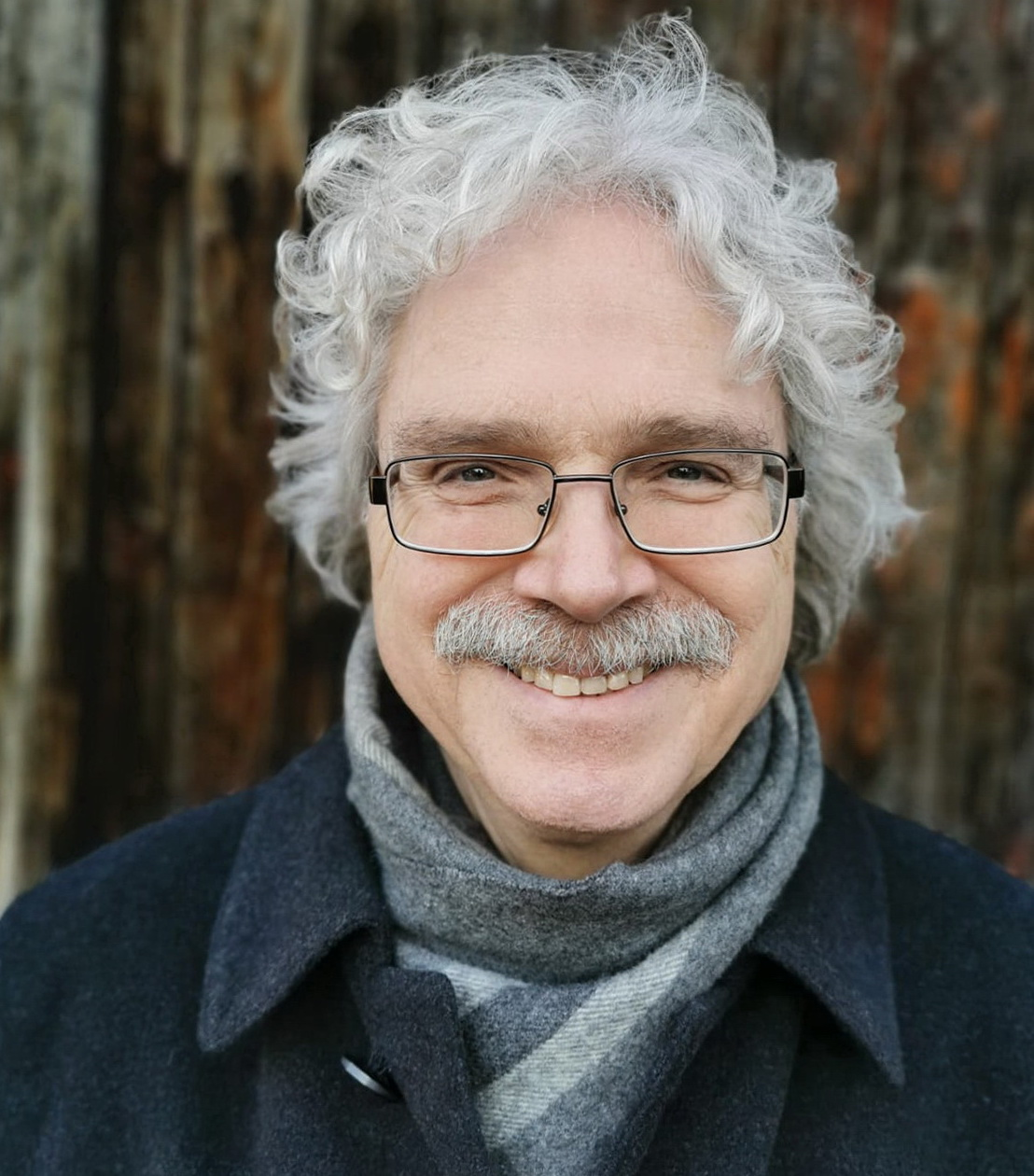
Christiaan Tonnis in Hannover-Buchholz, 2024

Christiaan Dirk Tonnis (* 5. Juni 1956 in Saarbrücken) ist ein deutscher Maler, Zeichner, Videokünstler und Autor. Er studierte von 1980 bis 1985 an der Hochschule für Gestaltung in Offenbach am Main bei Dieter Lincke und Herbert Heckmann, lebt und arbeitet in Frankfurt am Main.

## Leben und Werk

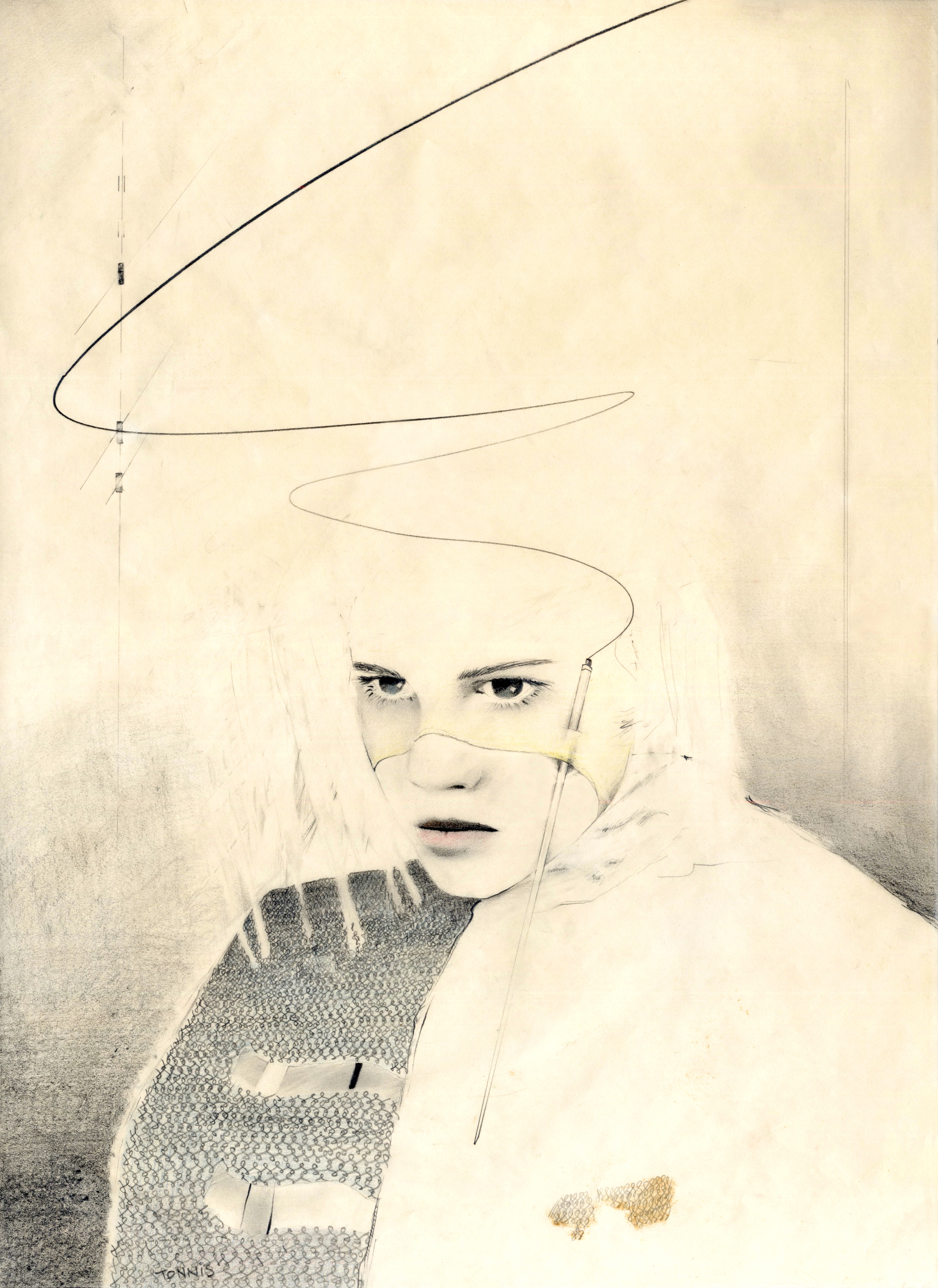
Weiblicher Krieger # 6 „Hinter der Linie“, Bleistift und Farbstift auf Papier, 1982

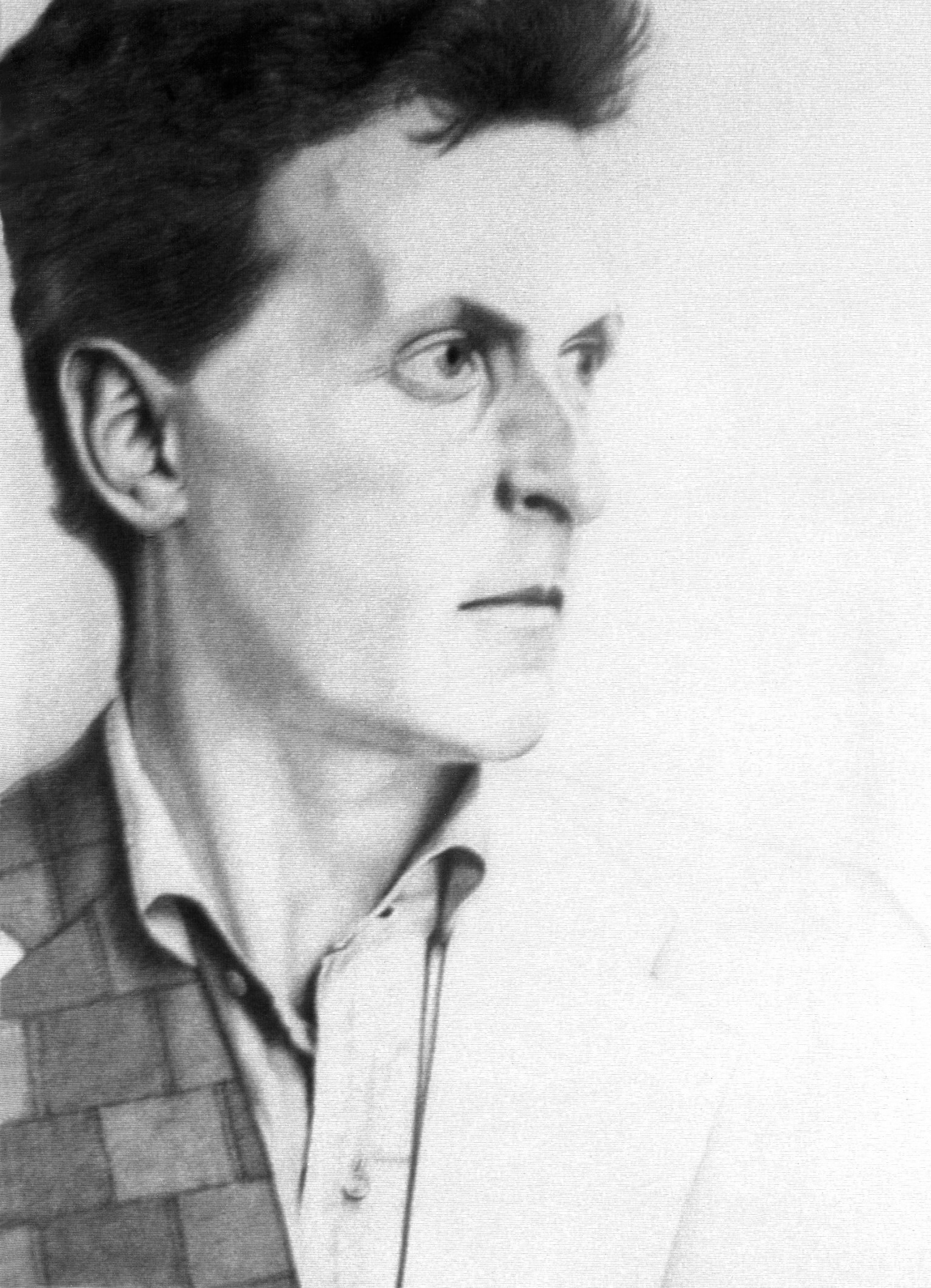
Ludwig Wittgenstein, Bleistift auf Karton, 1985

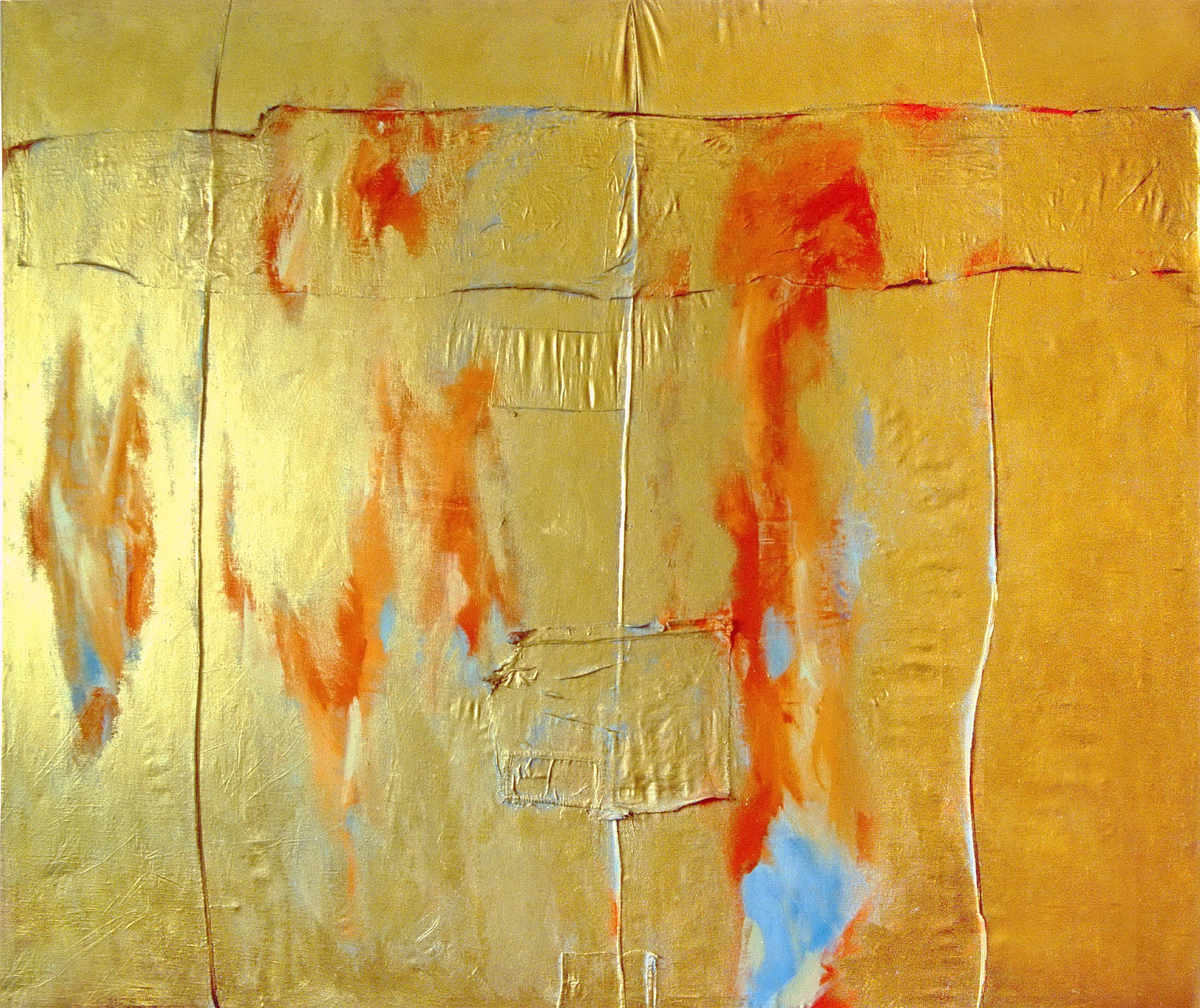
Die Bibel – Salomo – Hoheslied 8, 6–7, Acryl, Reichbleichgold und Applikationen auf Leinen, 1997

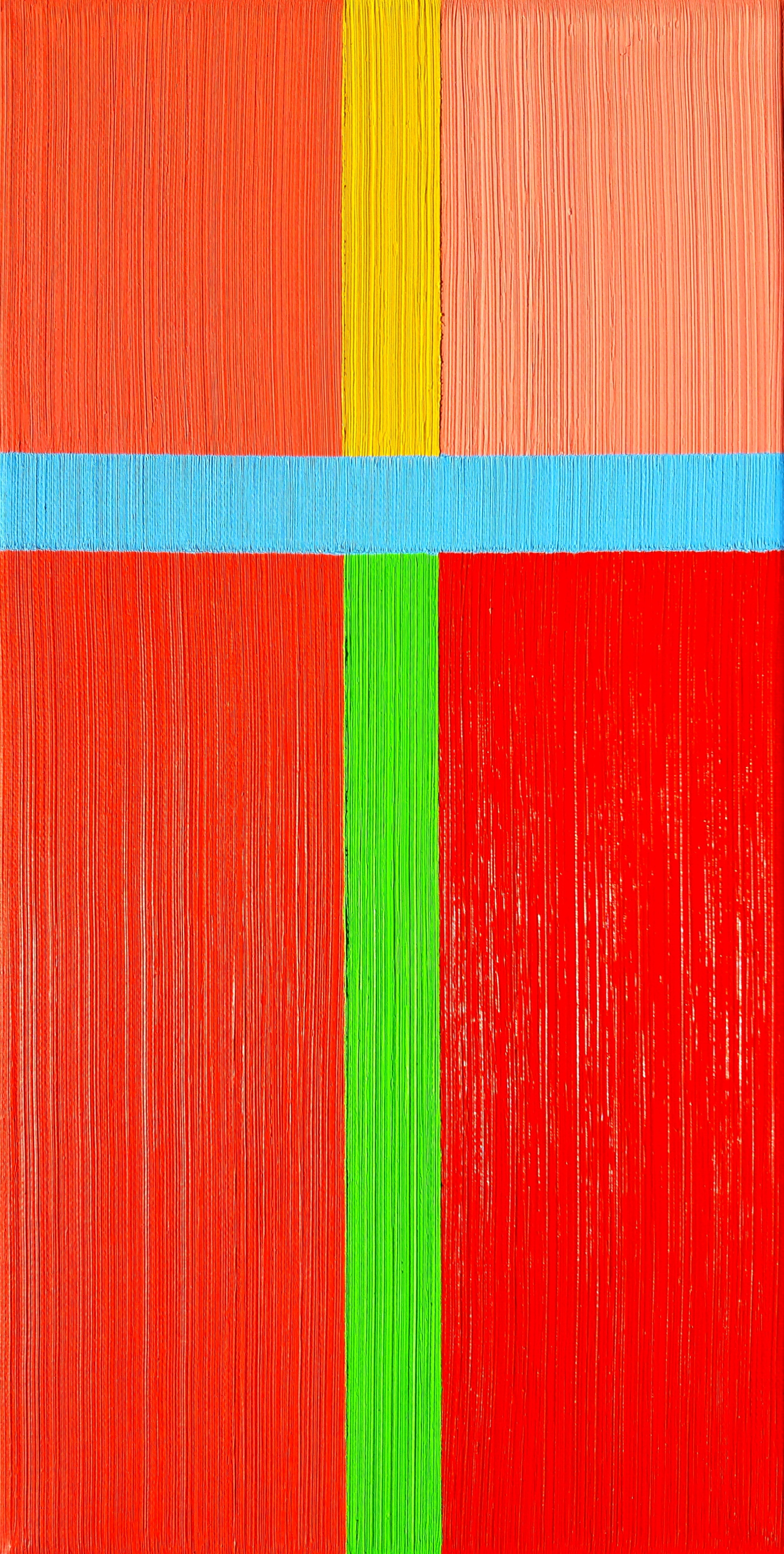
Christliches Kreuz 5,
Öl auf Leinwand, 2020

Christiaan Tonnis' Vater Dirk Tonnis (13. April 1914 – 23. August 1985) war Produzent von Zeichentrickfilmen in den Toonder Studio's in Amsterdam. Dort schrieb er auch als Autor die Fortsetzungsgeschichte „Detective Kommer“. Später wechselte er als Programmdirektor zu Telesaar und dem Saarländischen Rundfunk.
Tonnis besuchte die Selma-Lagerlöf-Schule in Buchschlag und das Internat Albert-Schweitzer-Schule (Villa Lilly) in Lindschied.
Seine Beschäftigung mit Literatur der Psychopathologie, Psychoanalyse und des Schamanismus spiegelt sich in seinen frühen Arbeiten wider. Dies sind zeichnerische Darstellungen verschiedener Krankheitsbilder wie z. B. der Katatonen Starre oder Postpartalen Psychose, in denen er z. T. „Drähte, Nähte, Masken, Teilmasken – sie sind manchmal kaum sichtbar, so identisch scheinen sie mit der Physiognomie“ – über die Porträts legt. Tonnis beschreibt, dass diese Krankheitsbilder verschiedene Bedeutungsebenen enthalten und eine von mehreren Lesarten die der Initiations–Krise ist: „Psychosen, Schocks, Todeserfahrungen und Visionen sind der Ruf, ein Schamane zu werden. Wird der Aufforderung entsprochen und mit der Einweihung bzw. Ausbildung begonnen, verschwinden die Symptome. Man spricht von der 'Selbstheilung einer Psychose' und dem 'Verwundeten Heiler', 'denn nur der verwundete Heiler kann heilen.'“
Mittels Zeichnungen, Gemälden und Grafiken entstehen zudem Porträts von Arthur Rimbaud, Franz Kafka, William S. Burroughs, Virginia Woolf, Sylvia Plath, Ludwig Wittgenstein und Alberto Giacometti. Zu diesen Arbeiten meint Herbert Heckmann: Tonnis „öffnet uns die Augen und wir sehen in seinen Bildern mehr als wir sehen. Wir entdecken das Andere, über das sich nur sagen lässt, dass es das andere ist“.
Mit der Darstellung eines goldenen Kreuzes über schwarzem und violettem Untergrund – in einzelne Pixel gegliedert auf die Wand gemalt – ist Tonnis einer von 36 internationalen Künstlern, die im Januar 2013 den 4,5 Meter hohen, gekachelten Raum „Pixelkitchen“ im Günes Theater Frankfurt gestalten und dadurch die digitale in die analoge Welt holen. Alle „künstlerischen Arbeiten werden an die Wände geklebt, gemalt und genagelt.“
Christiaan Tonnis ist Mitglied der St. Paulsgemeinde Frankfurt und der Internationalen Novalis-Gesellschaft.

### Performance
Teilnahme an der Performance „Who let the dogs out, Edith?“ während des „Sommer Atelier 2009“ im Kunstverein Familie Montez, Frankfurt am Main. „Als Ausgangsmaterial dient dabei Hans-Jürgen Syberbergs 1988 in Frankfurt gezeigte Inszenierung von Heinrich von Kleists Drama ‚Penthesilea‘, ein Monolog der großen Schauspielerin Edith Clever.“
Am 20. Juni 2021 führt Tonnis die Performance „Novalis“ als Live-Stream im Kunstverein Eulengasse auf. In seiner leuchtenden Hand hält er einen Strauß blauer Blumen und schreibt mit diesem zwei Textpassagen aus Novalis’ Roman Heinrich von Ofterdingen auf einen raumgreifenden Horizont. Die Einschreibung eines poetischen Textes der Frühromantik ist „als Gegenentwurf für unsere aus den Fugen geratene, schwankende Welt zu lesen“.

### Video
Teilnahme an „Road Movie“, einer Produktion von Frieze Film 2008 für die Frieze Art Fair und Channel 4, London. „Road Movie“ ist ein von Neville Wakefield kuratiertes, 4–teiliges, multiples Film-Experiment – zusammengestellt aus mehreren Beiträgen und produziert auf YouTube – das sich auf den Roman Die Straße (2006) von Cormac McCarthy bezieht.
Ab 2009 entstehen 136 Videofilme zu Ausstellungsvorbereitungen, Kunstprojekten, Vernissagen und Interviews für den Kunstverein Familie Montez. Davon zeigen 16 Arbeiten vom Dezember 2020 den Entstehungsprozess eines 18 × 3,25 Meter großen Wandgemäldes, das in dem Gemeinschaftsprojekt „Ein ganz normaler Herbst, nur anders …“ von mehr als 40 Künstlern erschaffen wurde.
2011 arbeitet Tonnis mit vier Schülern der Oswald-von-Nell-Breuning-Schule an dem Filmprojekt „5+5=1! Schule macht Kino“ – eine 38-minütige Festival-Dokumentation über den Rödermärker Kultursommer, die im Lichtspielhaus Urberach uraufgeführt wird.
Eine Serie von 14 Videoarbeiten dokumentiert den IV. Performance Day 2018 im OST>STERN Frankfurt. Teilnehmende Künstler waren u. a. VestAndPage, Yingmei Duan und Mariola Brillowska.

### Bilder zur Bibel
Über die „Bilder zur Bibel“ sagt die Zeitschrift Junge Kirche: „Seit Jahren befasst sich der Maler […] mit biblischen Themen. 'Biblische Texte kann ich nicht illustrieren. Ich lese einen Text wieder und wieder, meditiere ihn, bis er einen Impuls in mir auslöst, den ich in ein Bild umsetze.' Es entstehen Bilder, die ihrerseits nur meditierend betrachtet werden können. Der Goldgrund erinnert an mittelalterliche Altarbilder und Ikonen der orthodoxen Kirchen. Aber von ihm heben sich keine Heiligenfiguren ab, allenfalls Zeichen, die für Deutungen offen sind. Dieses Vorgehen erklärt, warum der Künstler kaum biblische Erzählungen, die so leicht zu illustrieren wären, zum Bildthema nimmt – stattdessen Psalmen, Sprüche Salomos, das Hohelied. Zu den Bildern gehören die Bibeltexte. Die Meditation des Textes und die Meditation des Bildes fließen ineinander.“
Sein Gemälde „Christliches Kreuz 5“ wird 2021 als Cover für die Taschenbuchausgabe von Adolf von Harnacks theologischem Werk „Das Wesen des Christentums“ verwendet.

## Ausstellungen und Festivals (Auswahl)
- 1986: Christiaan Tonnis: Zeichnungen, Galerie Das Bilderhaus, Frankfurt
- 1986: Christiaan Tonnis: Zeichnungen, Produzentengalerie 42, Gießen
- 1990: Christiaan Tonnis, Galerie Limberg, Frankfurt
- 2008: Road Movie, Frieze Art Fair, London
- 2008: Digital Fringe, 08. Melbourne Fringe Festival, Melbourne
- 2008: Sanlun Yishu, Huajiadi Beili Wangjing, Peking
- 2009: Traumwelten | CATWALK!, Schloss Frauenstein, Mining am Inn
- 2010: Christiaan Tonnis: Hinter dem Spiegel, mit einer Performance von Eva Moll, Klosterpresse, Frankfurt
- 2011: Christiaan Tonnis: Thomas Bernhards Frost, Kunstverein Eulengasse, Frankfurt[27]
- 2012: Luminale 2012
- 2012: Terremoto – Beben, von Nikolaus Alexander Nessler, mit Christiaan Tonnis (Film), Nico Rocznik (Licht) und Manuel Stein (Ton), Kunsthaus Wiesbaden
- 2013: Wurzeln weit mehr Aufmerksamkeit widmen, Kunstverein Familie Montez und Der Laden/Bauhaus-Universität Weimar
- 2014: Les Fleurs du Mal – Dithering Cities, Luminale 2014[28]
- 2017: Supermarket 2017 – Stockholm Independent Art Fair, Stockholm[29]
- 2018: Supermarket Art Fair, Stockholm[30]
- 2019: Latitudes Festival, Santa Cruz de la Sierra
- 2019: Christiaan Tonnis – Screening Montez 2009–14, Kunstverein Familie Montez, Frankfurt
- 2019: Open/Occupy II, Kunstfabrik am Flutgraben, Berlin[31]
- 2020: Participate NOW!, EULENGASSE @ Platforms Project NET – Independent Art Fair, Athen[32]
- 2020: Ein ganz normaler Herbst, nur anders …, Kunstverein Familie Montez, Frankfurt
- 2021: Christiaan Tonnis – Novalis (Performance), Kunstverein Eulengasse, Frankfurt[33]
- 2021: Platforms Project Net 2021, Independent Art Fair, Athen
- 2021: be**pART, Atelier Montez, Rom[34]
- 2022: Kurswechsel, Kunstverein Eulengasse, Frankfurt
- 2023: it's about community ..., TOR Art Space, Frankfurt[35]
- 2024: Mythos - Malerei, Klosterpresse, Frankfurt
- 2025: Stadt.Licht. Frankfurter Fotograf*innen, BBK Frankfurt

### Kuratierte Ausstellungen
- 2011 Schamanismus aus dem Großen Altai, Kunstverein Eulengasse, Frankfurt[36]
- 2011 Meg Cebula. Geheimnis und Schönheit, Kunstverein Eulengasse, Frankfurt[37][38]

## Bibliografie
- Krankheit als Symbol. Pro Business Verlag, Berlin 2006, ISBN 3-939533-34-3.
- Everyone we know. Sketchbook Project 3, Kat. Nr. 135.8–5, Brooklyn Art Library, New York 2009.
- 5+5=1! DVD-Video (25 min.), Oswald-von-Nell-Breuning-Schule, Stadt Rödermark (Hrsg.), Archiv der Stadt Rödermark 2011. In: Offenbach-Post. op-online.de, 29. Oktober 2011.
- Familie Hecht - Eine Erinnerung. DVD-Video, Oswald-von-Nell-Breuning-Schule, Stadt Rödermark (Hrsg.), 2017. im Archiv des Jüdischen Museums Frankfurt
- Texte und Schriften 1986–2017. epubli Verlag, Berlin 2017, ISBN 978-3-7450-3054-9.
- ROT. Axel Dielmann-Verlag, Frankfurt 2013, ISBN 978-3-86638-180-3, S. 15–16, 145, 148–149, 15.
- Montez im Exil. Kunstverein Familie Montez, Frankfurt 2014, von Kerstin Krone-Bayer und Hanna Rut Neidhardt (Hrsg.), ISBN 978-3-00-045918-4.
- Die Leipziger Baumwollspinnerei. epubli Verlag, Berlin, 2017, ISBN 978-3-7450-7655-4.
- Das grafische Werk: 2006–2017. epubli Verlag, Berlin, 2017, ISBN 978-3-7450-6724-8.
- Videos 2009–2017, Kunstverein Familie Montez, Werkverzeichnis. epubli Verlag, Berlin, 2017, ISBN 978-3-7450-0580-6.
- Copy and Paste. epubli Verlag, Berlin, 2017, ISBN 978-3-7450-9175-5.
- Catwalk: Die Collagen. epubli Verlag, Berlin, 2019, ISBN 978-3-7502-5286-8.
- Marlies ter Borg (Hrsg.): Bipolar Creativity: Through the Ages. Back Cover. 2021, ISBN 979-8-7088-6054-5, S. 64. (englisch)
- Kunstverein Familie Montez (Hrsg.): Ein ganz normaler Herbst, nur anders.... Texte von Edda Rössler und Christoph Schütte. Frankfurt, 2021, S. 15.
- Christiaan Tonnis: Über Spurensuche, Studium und Inspiration, S. 58–67. In: Die Zeitschrift für Bildkünstlerrechte, Heft 4, 2022. Bikur Verlag Dr. Helga Müller (Hrsg.).
- Copy and Paste 2. epubli Verlag, Berlin, 2021, ISBN 978-3-7541-6369-6.
- Das grafische Werk 2: 2006–2022. epubli Verlag, Berlin, 2022, ISBN 978-3-7565-4231-4.
- Das fotografische Werk 1. epubli Verlag, Berlin, 2022, ISBN 978-3-7565-5060-9.
- Das fotografische Werk 2. epubli Verlag, Berlin, 2022, ISBN 978-3-7565-5123-1.
- Das fotografische Werk 3. epubli Verlag, Berlin, 2023, ISBN 978-3-7575-1099-2.